# Shout (Michael-Jackson-Lied)
Shout (englisch für „Schreien“) ist ein Song des US-amerikanischen Sängers Michael Jackson, der am 3. Dezember 2001 auf der B-Seite der CD-Single von Cry erschien.

## Entstehung
Shout wurde von Michael Jackson, Teddy Riley, Claude Forbes, Samuel Hoskins, Carmen Lampson, Roy Hamilton geschrieben und von Michael Jackson und Teddy Riley für das Album Invincible produziert. Der Refrain ist von dem gleichnamigen Song der Isley Brothers aus dem Jahr 1959 inspiriert. Stilistisch griff Riley auf eigene Produktionen aus den Jahren zuvor, nämlich dem Song Do It der Band Guy und einen Remix von Fix der Band BLACKstreet, zurück. Shout wurde nur wenige Wochen vor der Albumveröffentlichung durch You Are My Life ersetzt und erschien deshalb erst einige Monate später auf der B-Seite der Single Cry veröffentlicht

## Inhalt
Shout setzt sich mit der angeblichen Absurdität der modernen Welt auseinander. Es geht um mangelnde Hilfsbereitschaft bzw. Egoismus, ungleiche Verteilung des Wohlstands, Gewalttätigkeit, Ignoranz höhere Gesellschaftsschichten gegenüber all diesen Problemen, Drogensucht, internationale Konflikte bzw. Kriege und der Gefahr, dass sich die Menschheit durch eigenes Handeln irgendwann selbst auslöscht.

## Besetzung
- Komposition – Michael Jackson, Teddy Riley, Claude Forbes, Samuel Hoskins, Carmen Lampson, Roy Hamilton
- Produktion – Michael Jackson, Teddy Riley
- Solo, Background Vocals – Michael Jackson
- Background Vocals – Carmen Lampson
- Keyboard, Synthesizer – Teddy Riley
- Tontechniker – Teddy Riley, George Mayers
- Mix – Teddy Riley, Bruce Swedien